# Shen Quan

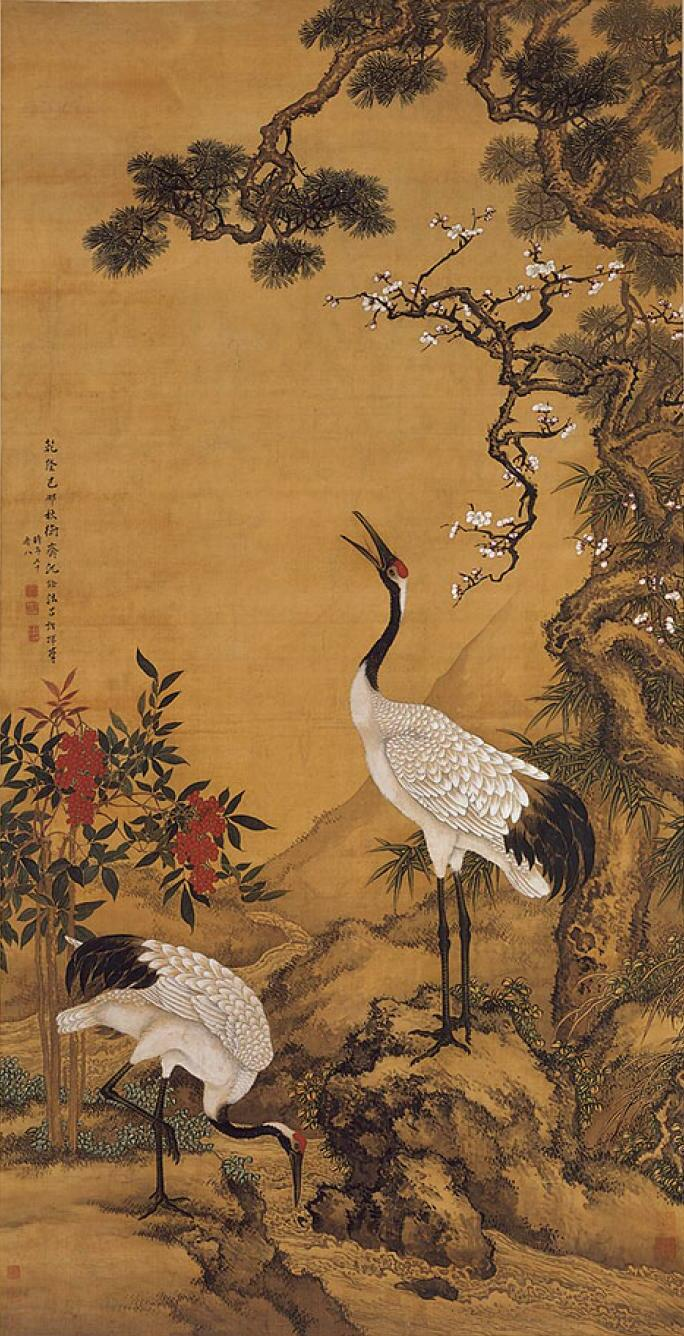
Pin, prunier et grues, par Shen Quan.

Shen Quan ou Chen Ts'iuan ou Shên Ch'üan, surnom : Hengzhai, nom de pinceau : Nanpin, 1682–1760, est un peintre chinois du XVIIIe siècle originaire de Wuxing, dans la province du Zhejiang.

## Biographie
Shen est né à Deqing dans la province du Zhejiang. Il s'est spécialisé dans la peinture d'oiseaux et de fleurs et s'est formé dans la voie ouverte par Bian Jingzhao et Lü Ji. Sa peinture est caractérisée par un style très naturaliste. Il a eu beaucoup d'étudiants et de mécènes.
Shen a été invité au Japon par un haut fonctionnaire. Il arriva à Nagasaki dans le dernier mois de 1731 avec deux étudiants, trouvant de nombreux étudiants japonais après son arrivée. Ses peintures sont rapidement devenues très populaires et, après son retour en 1733 en Chine, il a continué à renvoyer des peintures au Japon. Shen a eu beaucoup d'élèves au Japon au point de générer l'école de Nanpin à Nagasaki ; le plus important étant Kumashiro Yūhi (1712–1772), qui enseigna à son tour à Sō Shiseki et à Kakutei (de). Parmi les autres artistes influencés par Shen figurent Maruyama Ōkyo (1733-1795), Ganku (Saeki Kishi) (1756-1839, Kyōto) et Katsushika Hokusai (1760-1849).
Les peintures de Shen ont gagné leur popularité en raison de leurs images naturalistes et colorées d'animaux et de fleurs, ainsi que pour leurs arbres et leurs rochers à l'aspect tridimensionnel.

## Influence des planches de zoologie et de botanique
Le style de peinture de Shen Nanping et de son école pourrait être le fruit d’une documentation artistique. Dans leurs peintures, la flore et la faune ne sont pas simplement «réalistes», elles sont stylées exactement comme elles apparaissent dans les traités chinois et européens. Les traités chinois et occidentaux sur les sciences naturelles auraient pu jouer un rôle clé dans la diffusion des connaissances sur des sujets tels que la botanique, la zoologie et la minéralogie, et que les images présentées dans ces traités pourraient avoir incité les artistes à choisir et à créer de nouvelles représentations dans les peintures d'oiseaux-et-fleurs ou d'animaux.

## Influence de la peinture chinoise au Japon
Au cours du XVIIIe siècle, le Japon qui connaît un essor économique et l'épanouissement d'un humanisme moderne, voit d'autres tendances se faire jour : d'une part, le mouvement réaliste représenté par l'école Maruyama-Shijô, et d'autre part la vision idéaliste de la peinture des lettrés (bunjin-ga). Même si leurs appellations semblent les opposer, ces deux tendances subissent l'une et l'autre l'influence des nouveaux apports de l'étranger et ont ensemble de nombreux contacts. Un autre élément joue un rôle indéniable à la base du "réalisme" au Japon, au XVIIIe siècle, il s'agit de la nouvelle vague d'influence de la peinture chinoise, qui pénètre au Japon par Nagasaki. Ce port, à l'extrémité ouest de l'archipel, seul point de contact avec le monde extérieur, permet dès le XVIIe siècle l'infiltration de la peinture de la Chine autant que de celle venue de l'Occident.
Les portraits de patriarches d'une nouvelle secte zen, celle d'Ōbaku (Houang-Po), introduite par la colonie chinoise de Nagasaki et propagée jusqu'à Kyoto par le moine chinois Itsunen (Yiran, XIIIe siècle), peintre amateur lui-même, venu au Japon en 1644, sont d'un style curieux au naturalisme poussé vers le détail. On retrouve l'empreinte d'Itsunen sur les peintres officiels groupés sous le nom d'école de Nagasaki, qui se caractérisent par une représentation minutieuse et réaliste des objets. En outre, la venue dans cette ville d'artistes chinois accélère la diffusion de la peinture des Ming et des Qing. Parallèlement au style idéaliste qui marque surtout les paysages des peintres lettrés, la tendance réaliste des peintres de fleurs et d'oiseaux, académiques ou indépendants, de l'époque Ming, est importée dans un style déjà un peu éclectique par Shen Quan, lors de son séjour à Nagasaki.
Les japonais aiment ses compositions détaillées aux touches minutieuses et aux couleurs voyantes et quelques artistes se mettent rapidement à l'imiter, comme Kumashiro Shukko (Kumashiro Yūhi) (1712-1772), et d'autres encore. En outre, ce style est propagé dans la région de Kyoto-Osaka par le moine-peintre Kakutei (de) (mort en 1785) et même jusqu'à Edo avec l'école de Sō Shiseki. La tradition réaliste ou naturaliste de la peinture chinoise a certainement compté dans la formation de peintres japonais.
Plusieurs autres artistes indépendants créent un style marqué plus ou moins par l'esprit positif de l'époque, tel que les peintres animaliers Mori Sosen (1749-1821), connu même à l'étranger par ses représentations de singes, Ganku (1756-1838), au style vigoureux, etc. Chez tous on retrouve un mélange des préceptes de l'école Kanō, et l'influence de Shen Quan.

## Les peintures d'oiseaux-et-fleurs de Shen Quan
Au milieu de la dynastie des Qing, alors que la peinture prospère à la cour et dans la région de Yangzhou, un brillant peintre d'oiseaux-et-fleurs apparaît dans le Sud, Shen Quan, natif de Wuxing et peintre professionnel, qui imite Lü Ji de la dynastie des Ming dans l'emploi du style méticuleux et des couleurs lumineuses. Toutes ses œuvres sont riches de teintes somptueuses, symboles de bon augure, de chance et de longévité. En 1731, Shen se rend au Japon avec deux de ses disciples, Zheng Pei et Gao Jun. Il séjourne deux ans à Nagasaki où il enseigne la peinture. Son style est très apprécié au Japon, où il est célébré comme le premier des peintres étrangers. Pin, prunier et grues montre l'influence de Lü Ji, mais Shen s'éloigne du style de Lü Ji et de l'Académie impériale de peinture dans sa représentation des rochers; le travail hardi au pinceau sec crée des effets de matière et rappelle le style de l'École de Du. Le style de peinture de Shen Nanping et de son école serait donc le fruit d'une recherche artistique. Dans leurs peintures, la flore et la faune ne sont pas seulement «réalistes», mais sont conçues comme elles apparaissent dans les traités chinois et européens, Ou plutôt, les traités de sciences naturelles. Ils ont joué un rôle clé dans la diffusion des connaissances sur des sujets tels que la botanique, la zoologie et minéralogie.
Les images présentées dans ces traités peuvent avoir inspiré les artistes dans de nouvelles représentations de fleurs-et-oiseaux. C'est pourquoi l'érudit Meccarelli a qualifié le style de l'école Shen Nanping de "flora and fauna decorative painting".

## Peintres professionnels, artisans, lettrés
Shen Quan peint souvent des pins, des grues, des abeilles et des singes, qui évoquent la bonne fortune et les bénédictions. Ces thèmes le rattachent étroitement aux peintres professionnels. Comme il emploie des traits de pinceau nets et méticuleux et des couleurs chaudes, on peut le prendre pour un peintre de cour, mais c'est un peintre professionnel itinérant et il ne travaille jamais à la cour impériale. Toutefois, il n'y a pas de gouffre infranchissable entre les peintres professionnels ou les artisans et les peintres lettrés. Ils s'influencent les uns les autres, même si la discrimination réciproque est parfois forte. Quand le style des peintres lettrés devient populaire, il marque de son empreinte non seulement les peintres de la cour mais aussi de nombreux artisans. De leur côté, un certain nombre de peintres lettrés, et aussi d'artisans parmi les plus raffinés, introduisent sciemment dans leurs œuvres les qualités esthétiques, les thèmes et les techniques de la peinture populaire.
Enfin il ne faut pas oublier que de très nombreux lettrés n'obtenant pas de charge, surtout sous la dynastie Qing, certains doivent vivre de leur peinture. Certains trouvent des subterfuges, où le don d'une peinture permet d'obtenir une aide, d'autres en finissent par afficher leur véritable profession.

## Musées
- Beijing (Musée du palais impérial) :
  - Pin, prunier et grues, rouleau mural, encre et couleur sur soie daté 1759. Dimensions en centimètres: 191x98,3.
- Londres (Brittish Mus.) :
  - Chiens et pivoines, signé et daté 1750.
  - Fleurs et oiseaux, petit rouleau en longueur signé.
- New York: (Metropolitan Museum of Art) :
  - Deux faisans sur les branches d'un pêcher, signé et daté 1744.
- Stockholm (Nat. Mus.) :
  - Paire de daims tachetés sous un pin, daté 1753.
- Taipei (Nat. Palace Mus.) :
  - Quatre oies sauvages, Signé.
  - Deux oiseaux feng.
  - Paons, signé.